# Shikaoi
Shikaoi (鹿追町?) è una cittadina giapponese della prefettura di Hokkaidō.